# P. J. Hogan
Paul John Hogan, detto P. J. (Brisbane, 30 novembre 1962), è un regista e sceneggiatore australiano.

## Biografia
Dopo una serie di film indipendenti australiani, nel 1994 dirige la commedia Le nozze di Muriel, che lancia le carriere di Toni Collette e Rachel Griffiths. Grazie al successo attenuto gli viene offerta la possibilità di dirige il suo primo film hollywoodiano, infatti nel 1997 dirige la commedia di successo Il matrimonio del mio migliore amico con Julia Roberts, Dermot Mulroney e Cameron Diaz.
Dopo il film Insieme per caso, che non ottenne il successo sperato, nel 2003 dirige Peter Pan, l'adattamento più fedele del racconto di James Matthew Barrie. Nel 2008 dirige la commedia statunitense I Love Shopping con protagonista Isla Fisher, mentre nel 2012 dirige la commedia australiana Mental, con Toni Collette, Anthony LaPaglia e Liev Schreiber.

### Vita privata
P. J. Hogan è sposato con la regista Jocelyn Moorhouse. Hanno quattro figli, due dei quali affetti da autismo.
Nell'aprile 2019, Moorhouse ha parlato nel programma televisivo della ABC Australian Story di come si era sviluppata la loro relazione e di come avere dei figli abbia influenzato la loro vita personale e professionale, incluso il ritorno in Australia dagli Stati Uniti.

## Filmografia

### Regista e sceneggiatore

#### Cinema
- Le nozze di Muriel (Muriel's Wedding) (1994)
- Insieme per caso (Unconditional Love) (2002)
- Peter Pan (2003)
- Mental (2012)

#### Televisione
- The Humpty Dumpty Man – film TV (1986)
- Dark Shadows – film TV (2005)

#### Cortometraggi
- Getting Wet (1984)

### Regista

#### Cinema
- Il matrimonio del mio migliore amico (My Best Friend's Wedding) (1997)
- I Love Shopping (Confessions of a Shopaholic) (2008)

#### Televisione
- Seven Deadly Sins – serie TV, episodio 3 (1993)
- Dark Shadows – film TV (2005)

### Sceneggiatore

#### Cinema
- To Make a Killing, regia di Karl Zwicky (1988)
- The Dressmaker - Il diavolo è tornato (The Dressmaker), regia di Jocelyn Moorhouse (2015) — anche produttore

#### Televisione
- The Bartons – serie TV, episodio 1 (1987)
- Dottori con le ali (The Flying Doctors) – serie TV, episodio 7x11 (1990)
- Skirts – serie TV (1990)
- The Miraculous Mellops – serie TV, episodi 1x12 e 1x13 (1991)
- Lift Off – serie TV (1992)
- The American Mall, regia di Shawn Ku – film TV (2008)